# The Makemakes
The Makemakes is een Oostenrijkse band.

## Biografie
The Makemakes werden in 2012 opgericht door Dominic Muhrer, Markus Christ en Florian Meindl, allen afkomstig uit Vöcklabruck. Hun eerste single, The lovercall, kwam uit in datzelfde jaar en haalde de zesde plaats in de Oostenrijkse hitlijsten. Million euro smile haalde twee jaar later de tweede plek. In 2015 nam de band deel aan de Oostenrijkse nationale preselectie voor het Eurovisiesongfestival. Met het nummer I am yours won de groep de nationale voorronde, waardoor het Oostenrijk mocht vertegenwoordigen op het Eurovisiesongfestival 2015, dat werd gehouden in eigen land, in hoofdstad Wenen. De band wist geen enkel punt te bemachtigen, evenals de Duitse inzending.